# آدیتیا آسارات
آدیتیا آسارات (تایلندی: อาทิตย์ อัสสรัตน์؛ زادهٔ ۱۶ ژانویهٔ ۱۹۷۲) کارگردان فیلم، فیلم‌نامه‌نویس، تهیه‌کننده فیلم، و فیلم‌بردار اهل تایلند است.
او دانش‌آموختهٔ رشتهٔ تاریخ در دانشگاه نیویورک و رشتهٔ فیلم‌سازی در دانشگاه کالیفرنیای جنوبی است.
از فیلم‌های او می‌توان به شهرک شگفت‌آور اشاره کرد.